# Nomadi

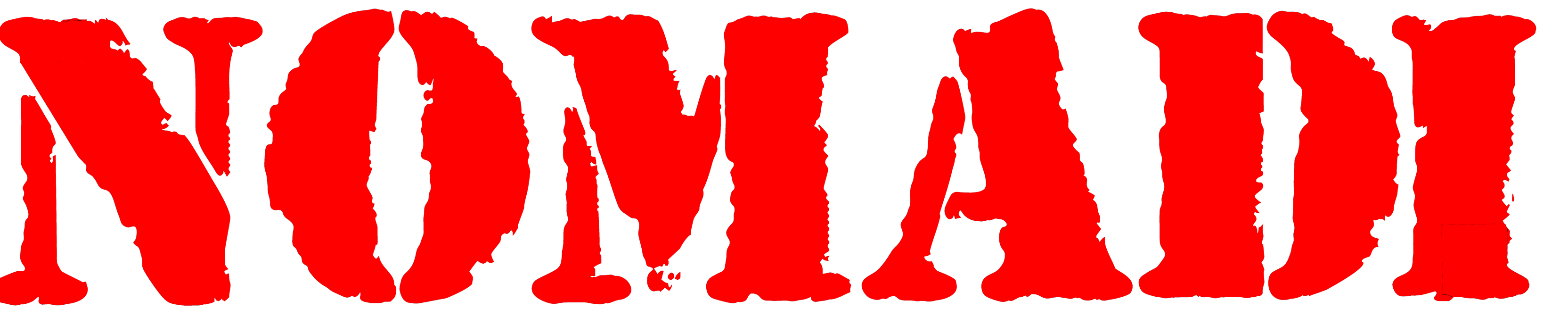
Logotipo de la banda

Nomadi es un conjunto italiano de rock progresivo y pop rock  fundado en 1963 en la ciudad de Reggio Emilia. Lo componían en principio Augusto Daolio (voces), Beppe Carletti (piano) y Franco Midili (guitarra).

## Historia del grupo

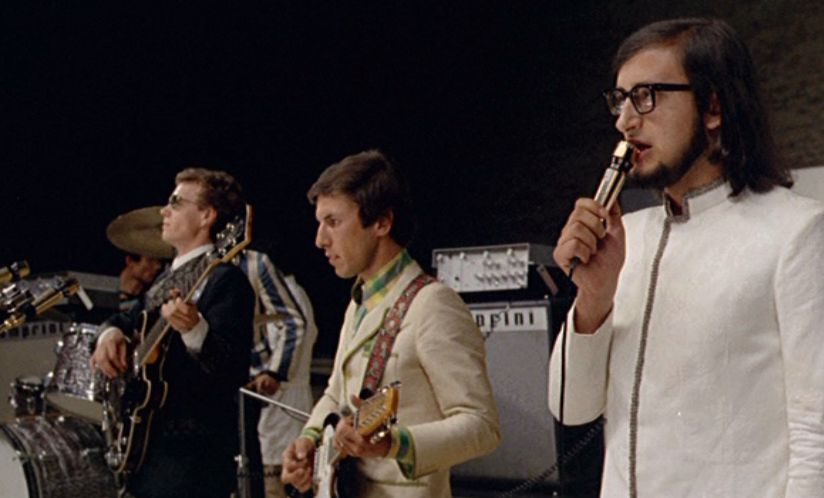
Nomadi en la edición de 1967 del Cantagiro

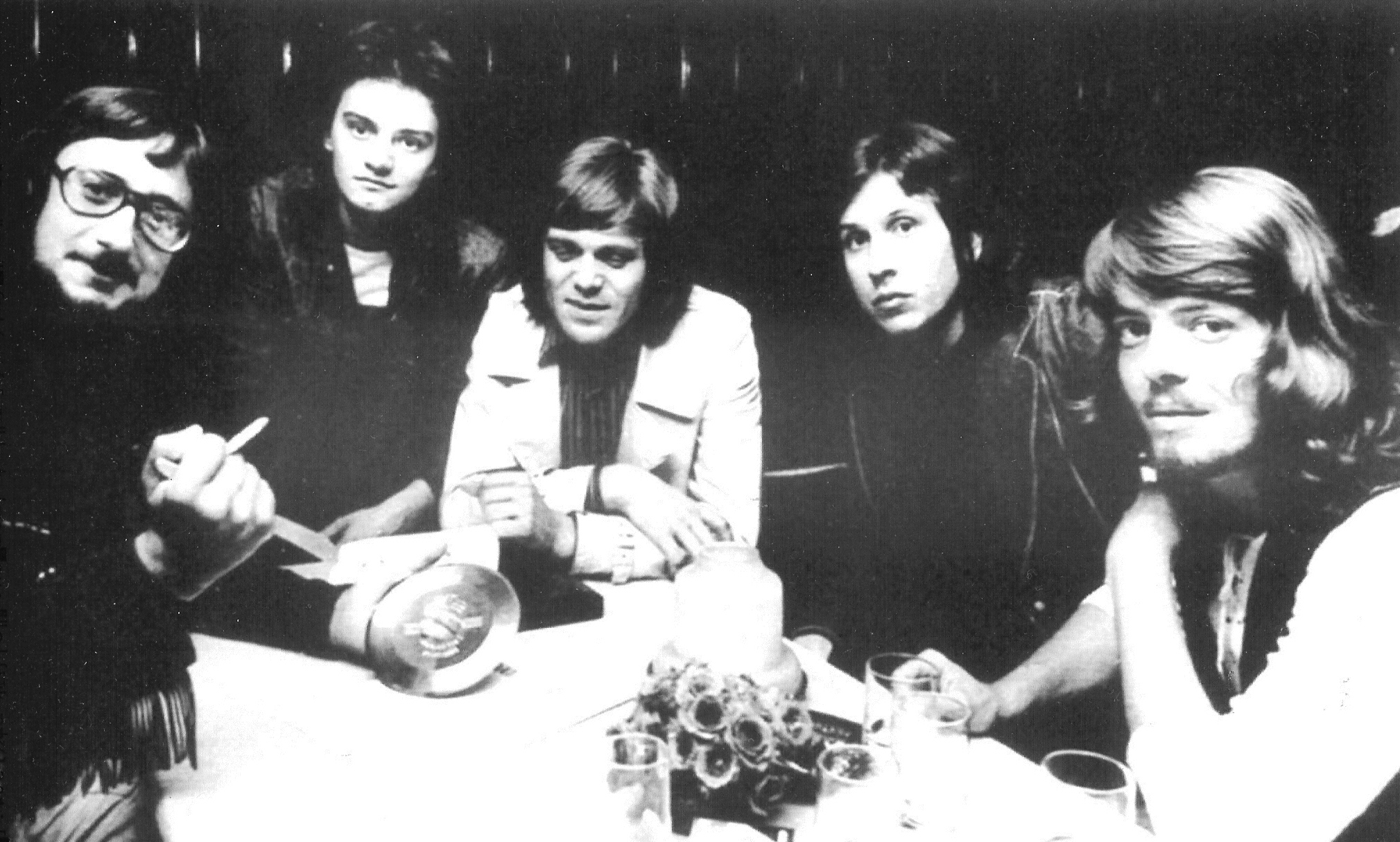
Nomadi en 1972

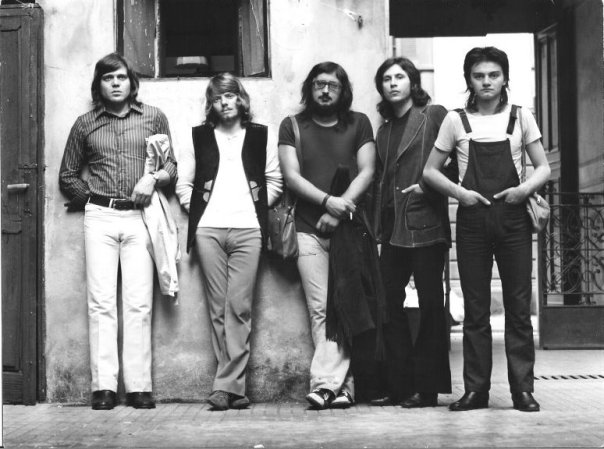
Nomadi en 1972

Su primer disco salió en 1965 con el nombre de Donna la prima donna/Giorni tristi, y su segundo disco (primer éxito) salió en 1966 con el nombre de Come potete giudicar, versión de The Revolution Kind de Sonny Bono.
Conocida es su colaboración con el cantante Francesco Guccini, que escribió canciones famosas como Noi non ci saremo (1966), Dio è morto (1967) y Canzone per un'amica (1968).
En 1967 se publicó Per quando noi non ci saremo (primer álbum de I Nomadi). Otros LP y 45 RPM famosos son Un pugno di sabbia (1970), Io vagabondo (1972), Un giorno insieme (1973), Tutto a posto (1974) o Gordon (1975).
En 1992, el bajista Dante Pergreffi murió en un accidente de tráfico, y el director original, Augusto Daolio, murió también  por una enfermedad. Sin embargo, el conjunto se sobrepuso al luto, y todavía hoy goza de gran éxito, sobre todo en América del Sur, Palestina y Cuba.
En el 2006, Nomadi participaron en el San Remo con la canción Dove si va, que les colocó en el segundo puesto, después de Povia.

## La música y el mensaje
Nomadi, a pesar de haber cambiado en el curso de su historia 23 componentes, ha sido siempre coherentes con su mensaje, inmerso en el trabajo social.
A menudo, en sus canciones, se habló de los derechos civiles y se aludió a personas importantes, como Chico Mendes y Salvador Allende, así como a detalles socialmente trágicos, como el Muro de Berlín.
Aunque rara vez salía de las fronteras italianas, el conjunto tiene éxito fuera de su país, y ha grabado varias canciones en español. Una de sus piezas,Non dimenticarti di me, también ha sido interpretada por el cantante Mike Kennedy.

## Miembros del conjunto

### En los últimos tiempos
- Yuri Cilloni (2017-)- Voz
- Massimo Vecchi (1998-)- Voz y bajo
- Beppe Carletti (1963-)- Teclado
- Daniele Campani (1990-)- Batería
- Cico Falzone (1990-)- Guitarra
- Sergio Reggioli (1998-)- Violín, percusiones y voz.

### Miembros de antaño
- Augusto Daolio (1963 - 1992)- Voz
- Franco Midili (1963 - 1971 y 1973)- Guitarra
- Leonardo Manfredini (1963)- Batería
- Antonio Campari (1963)- Bajo
- Gualberto Gelmini (1963)- Saxofón
- Gianni Coron (1963 - 1970)- Bajo
- Bila Copellini (1963 - 1969)- Batería
- Paolo Lancellotti (1969 - 1990)- Batería
- Umberto Maggi (1970 - 1984)- Bajo
- Amos Amaranti (1972)- Guitarra
- Chris Dennis (1974 - 1990)- Guitarra y violín
- Dante Pergreffi (1984 - 1992)- Bajo
- Elisa Minari (1992 - 1997)- Bajo
- Francesco Gualerzi (1993 - 1997)- Voz y aerófonos
- Danilo Sacco (1993 - 2011)- Voz y guitarra
- Andrea Pozzoli (1997 - 1998)- Varios instrumentos
- Cristiano Turato (2012 - 2017)- Voz y guitarra

## Discografía

### Álbumes de estudio y directo
- 1967 - Per quando noi non ci saremo
- 1968 - I Nomadi
- 1971 - Mille E Una Sera
- 1973 - Un giorno insieme
- 1974 - I Nomadi interpretano Guccini
- 1975 - Gordon
- 1977 - Noi ci saremo
- 1978 - Naracauli e altre storie
- 1979 - Album concerto (Nomadi y Francesco Guccini)
- 1981 - Sempre Nomadi
- 1982 - Ancora una volta con sentimento
- 1985 - Ci penserà poi il computer
- 1986 - Quando viene sera
- 1987 - Nomadi in concerto
- 1988 - Ancora Nomadi
- 1990 - Solo Nomadi
- 1991 - Gente come noi
- 1992 - Ma noi no!
- 1992 - Ma che film la vita
- 1993 - Contro
- 1994 - La settima onda
- 1995 - Lungo le vie del vento
- 1996 - Quando ci sarai
- 1997 - Le strade, gli amici, il concerto
- 1998 - Una storia da raccontare
- 1999 - SOS con rabbia e con amore
- 2000 - Liberi di volare
- 2002 - Amore che prendi amore che dai
- 2003 - Nomadi 40
- 2004 - Corpo estraneo
- 2006 - Con me o contro di me
- 2007 - Nomadi & Omnia Symphony Orchestra live 2007
- 2009 - Allo specchio
- 2010 - Raccontiraccolti
- 2011 - Cuore vivo
- 2012 - Terzo tempo
- 2015 - Lascia il segno
- 2017 - Nomadi dentro

### Álbumes de imitación y especiales
- 1995 - Tributo ad Augusto
- 2007 - Noi che poi saremo (live 1965)
- 2011 - Canzoni nel vento
- 2012 - E' stato bellissimo
- 2014 - Nomadi 50+1
- 2015 - Nomadi. Il sogno di due sedicenni è diventato realtà